# Dobóca
Dobóca (szlovákul: Dubovec) község Szlovákiában, a Besztercebányai kerületben, a Rimaszombati járásban.

## Fekvése
Rimaszombattól 16 km-re délkeletre, a Rima bal partján fekszik.

## Története
1260-ban említik először. Neve az akkor a környéken gyakori tölgyerdők szláv elnevezéséből származik (dub = tölgy). Eredetileg Balog várának uradalmához tartozott, majd a 14. századtól a Széchyek birtoka lett. A 17. század közepétől a murányi uradalom része, később a Koháryak, majd a Coburgok birtoka. Lakói főként földműveléssel foglalkoztak.
Vályi András szerint: "DOBOCZA. vagy Bobocz. Népes tót falu Gömör Vármegyében, földes Ura Gróf Koháry Uraság, lakosai katolikusok, tótok, ’s magyarúl is beszéllnek, fekszik Rima vize mentében, Serkétöl nem meszsze, határja jó, ha szorgalmatosan miveltetik, szép termékenységű, kivált a’ völgyekben, de a’ partos helyen a’ záporok soványíttyák, piatzozó helyei többek közel, leg inkább Rimaszombatban árúlgattyák el vagyonnyaikat, legelője elég, fája tűzre kevés, épűletre semmi, káposztássa jó, keresetre alkalmatos módgya, fuharozással, tserép edényekkel, és szőlő munkával is kereshetnek, itatója, ’s kendert áztató vize alkalmatos, második Osztálybéli."
Fényes Elek szerint: "Dobócza, Gömör vm. tót falu, Rima-Szécshez nyugotra 1 1/2 órányira; a Rima mellett: 874 kath. 12 evang. lak., kik azonban magyarul mind tudnak. Kath. paroch. templom. Határa róna és igen termékeny, de erdeje nincs. F. u. h. Koburg."
Gömör-Kishont vármegye monográfiája szerint: "Dobócza, rimamenti tót kisközség, 119 házzal és 158 róm. kath. vallású lakossal. E község már a pápai tizedszedők jegyzékében szerepel Doboha néven. Hajdan Balogvár tartozéka volt, s 1336 és 1481 között Doboulcha, Dobowcha néven mint a Széchiek birtoka jelentékeny község volt, 55 jobbágyportával. Később a Koháryak kezére került és most a Coburg herczegi családnak van itt nagyobb birtoka. A községben úrilak is van, melyet Joszt Antal építtetett és most Pristyák Neit örököseié. A lakosok fogyasztási szövetkezetet és hitelszövetkezetet tartanak fenn, mely utóbbi az országos hitelszövetkezet fiókja. Katholikus temploma 1782-ben épült. Postája, távírója és vasúti állomása Rimaszécsen van. Ide tartoznak Gernyő, Leánymező és Dobra puszták."
A trianoni diktátumig területe Gömör-Kishont vármegye Feledi járásához tartozott. 1938 és 1944 között ismét Magyarország része volt.

## Népessége
| Év:            | 1994. | 2004.    | 2014.   | 2024.   |
| -------------- | ----- | -------- | ------- | ------- |
| Emberek száma: | 463   | 546      | 551     | 517     |
| Eltérés:       |       | +17,92 % | +0,91 % | -6,17 % |

| Év:            | 2023. | 2024.   |
| -------------- | ----- | ------- |
| Emberek száma: | 497   | 517     |
| Eltérés:       |       | +4,02 % |

1910-ben 752-en, túlnyomórészt magyarok lakták.
2001-ben 537 lakosából 445 magyar és 69 szlovák.
2011-ben 555 lakosából 347 magyar, 78 szlovák és 63 roma.

## Nevezetességei
- Szent László király tiszteletére szentelt, római katolikus temploma a 14. században épült.
- A Szent János szobor 1789-ben készült.